# Jędrzej Taranek
Jędrzej Taranek (ur. 25 lipca 1984 w Gdańsku) – polski aktor teatralny, filmowy i telewizyjny. Współtwórca i Prezes Stowarzyszenia Teatralnego EKIPA – Teatru EKIPA.

## Życiorys
Ukończył IV LO im. Marynarzy Wojsk Ochrony Pogranicza w Gdańsku, a następnie przez rok był słuchaczem w SWA przy Teatrze Muzycznym w Gdyni. W 2008 roku ukończył studia na wydziale aktorskim PWST we Wrocławiu.
W latach 2007–2012 występował w Teatrze Ad Spectatores we Wrocławiu, i w Teatrze Narodowym w Warszawie. Współpracował również z Teatrem Studio i Teatrem Palladium.
Od 2008 roku gra Jędrzeja Paruzela, technika kryminalistycznego policji w serialu TVP1 Ojciec Mateusz.
Od 2011 roku współtworzy Teatr EKIPA.
Obecnie występuje w spektaklu „Udając Ofiarę” w reżyserii Krystyny Jandy w Och-Teatrze, Vladimirze Teatru EKIPA w reżyserii Jana Naturskiego oraz w spektaklach Teatru Małego Widza.

## Role teatralne
- 2008: Wesołe kumoszki z Windsoru jako dr Caius/Baldorf
- 2008: Opowieści o zwyczajnym szaleństwie jako Mucha
- 2008: Testosteron jako Tytus
- 2008: Gay love story jako Nancy Reagan
- 2009: Umowa czyli Łajdak ukarany jako Świadek
- 2009: Pieniądze są w.. jako Francuz
- 2010: Wewnątrz, Teatr Obszar Aktywny
- 2010: Pułapka, Teatr Studio
- 2011: Urban Sounds, Teatr EKIPA
- 2011: Jak ty nic nie rozumiesz..., Teatr Palladium
- 2012: Born to die., Teatr Obszar aktywny
- 2012: Zrób sobie raj, Teatr Studio
- 2013: Opowieść Wigilijna, Teatr EKIPA
- 2014: Miłość szuka mieszkania, Teatr EKIPA
- 2016: Vladimir, Teatr EKIPA
- 2016: Udając ofiarę, Och Teatr

## Filmografia
- Samo życie jako mechanik w warsztacie samochodowym należącym do Mateusza „Sandała” Węgrzyka
- Na Wspólnej jako dziennikarz Maciej
- Pierwsza miłość jako Waldemar
- 2006: Fala zbrodni (odc. 48 i 64)
- 2007: Biuro kryminalne (odc. 36)
- od 2008: Ojciec Mateusz jako policjant i technik kryminalistyki sierżant sztabowy Jędrzej Paruzel
- 2008: Kryminalni jako pracownik stacji benzynowej (odc. 96)
- 2010: Nowa jako student Tomek (odc. 13)
- 2010: Cudowne lato jako chłopak na studniówce
- 2010–2014: Barwy szczęścia jako dziennikarz Arkadiusz Kowalski
- 2011: Prosto w serce jako taksówkarz (odc. 149 i 150)
- 2011: Listy do M.
- 2012: Sęp jako policjant
- 2012: Do dzwonka Cafe jako student (odc. 3)
- 2013–2014: To nie koniec świata jako Marcin „Młody”, pracownik warsztatu Darka
- 2013: 128. szczur jako dres
- 2014: Lekarze nocą jako pacjent (odc. 1)
- 2015: Na dobre i na złe jako Witek, kolega Szczepana (odc. 611)
- 2015: Klub włóczykijów jako Arnold, strażnik w muzeum
- 2018: Whatever Happens Next jako oszust
- 2018: Kobieta sukcesu jako Kamil
- 2019: Underdog jako sprzedawca w sklepie
- 2019–2021: Sprawiedliwi – Wydział Kryminalny jako komisarz Marek Gawlik
- 2024: Korona królów. Jagiellonowie jako Dobek z Bagna

## Teatr TV
- Tajny Klient jako fryzjer, reż. Wojciech Pitala